# Наводнение във Виетнам (1999)
Наводнението във Виетнам в края на 1999 г. е сред най-тежките за страната от близо 1 век.
Причинено е от серия от бури, които носят силни дъждове в централната част на страната през октомври и ноември. Първата буря, която се разразява, е характерната по онова време тропическа буря на 19 октомври, а основните поражения са нанесени в периода от 1 до 6 ноември.
793 души губят живота си, а над 55 000 остават без дом. Наводнението носи щети за $290 млн. и 490 млн. загуби за икономиката впоследствие. Според оценка 1,7 млн. души в Централен Виетнам са засегнати от наводненията.